# カンアオイ
カンアオイ（寒葵、学名：Asarum nipponicum、シノニム：Heterotropa nipponica、Asarum kooyanum var. nipponicum）は、ウマノスズクサ科カンアオイ属の植物である。研究者によっては Heterotropa 属に含められるが、最新の植物誌（フロラ）では Asarum 属に分類される。別名：カントウカンアオイ。
ギフチョウの幼虫の食草としても知られる。 

## 特徴
小型の多年草。茎は短く、地面を匍匐する。葉は互生、卵形～卵状楕円形で、先端は鋭頭、基部は深い心形、長さ6-10cm、幅4-7cm、濃緑色で白い斑紋があり、まばらに毛が生える。
花期は秋季（10月 - 11月）で地面に接して咲く。花のように見えるのは花弁ではなく3枚の萼片である。萼片は基部で癒着し萼筒を形成する。萼筒は先がくびれず、直径2cm、長さ1cm程度で、暗紫色、内側に格子状の隆起線がある。萼筒の先端の萼裂片は三角形で萼筒よりも短く、濁った黄色。雄蕊は12本、雌蕊は6本。芳香がある。染色体数は2n=24。

## 分布と生育環境
日本固有種。関東地方南部から紀伊半島東部の地域（千葉県、東京都、埼玉県、神奈川県、静岡県、愛知県、三重県）に分布し、山地の林下に生育する。

## 変種
var. nankaiense ナンカイアオイ
- Asarum nipponicum F.Maek. var. nankaiense (F.Maek.) T.Sugaw.

基本種に似るが、つぼみ時に萼裂片が接する基部に明らかなへこみがあり、開花後、萼裂片の縁がうねるこが多い。本州（和歌山県、兵庫県）および四国（香川県、徳島県、高知県）に分布する。佐竹・籾山（1982）では独立種 Heterotropa nankaiensis にしている。絶滅危惧II類(VU)（2017年環境省）。
佐竹・籾山（1982）ではアツミカンアオイ（var. rigescens）およびスズカカンアオイ（var. brachypodion）をカンアオイの変種にしたが、Sugawara（2006）では、アツミカンアオイを独立種 Asarum rigescens に、スズカカンアオイをアツミカンアオイの変種 A. rigescens var. brachypodion としている。

## ギャラリー

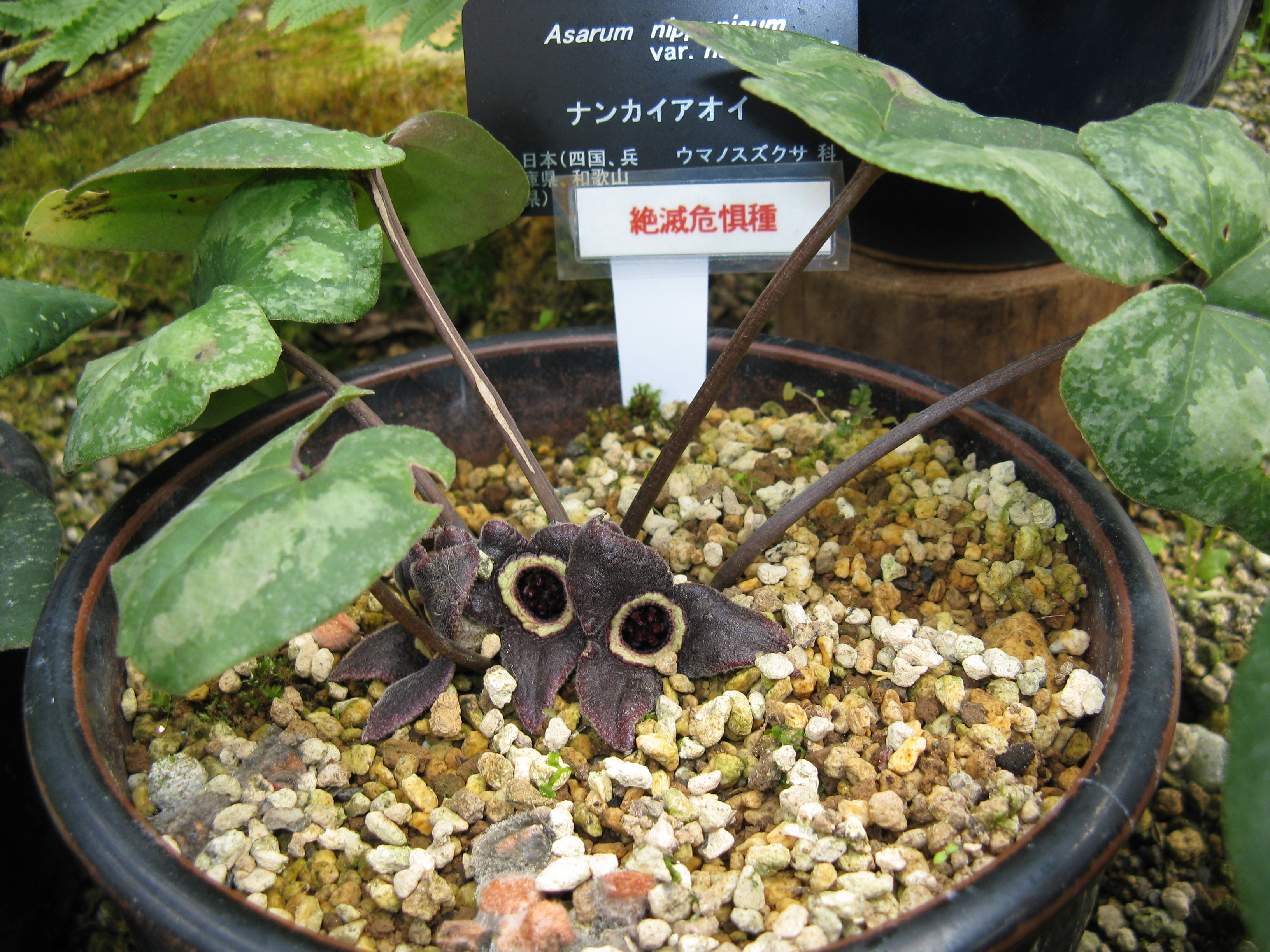
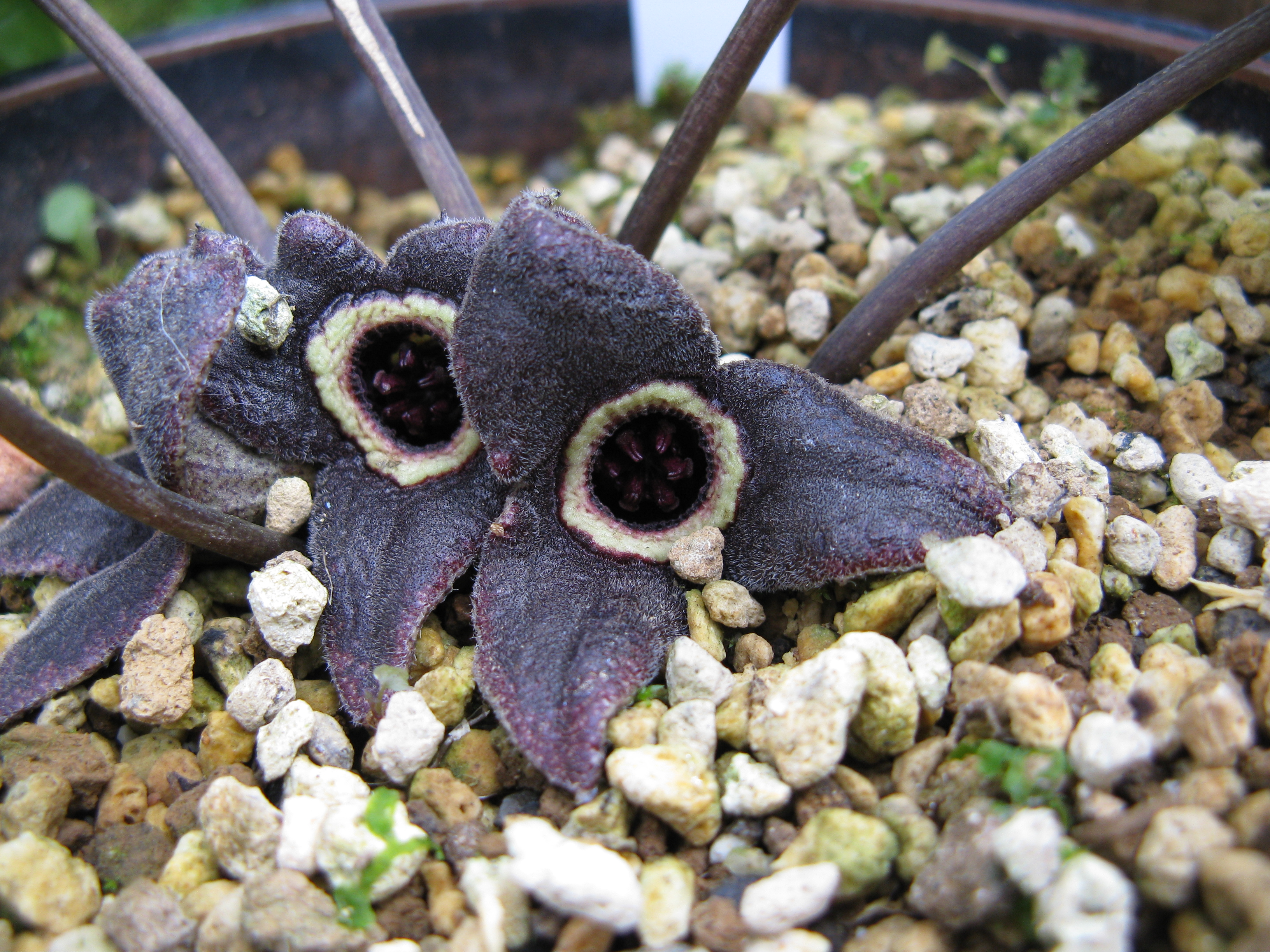

- カンアオイ

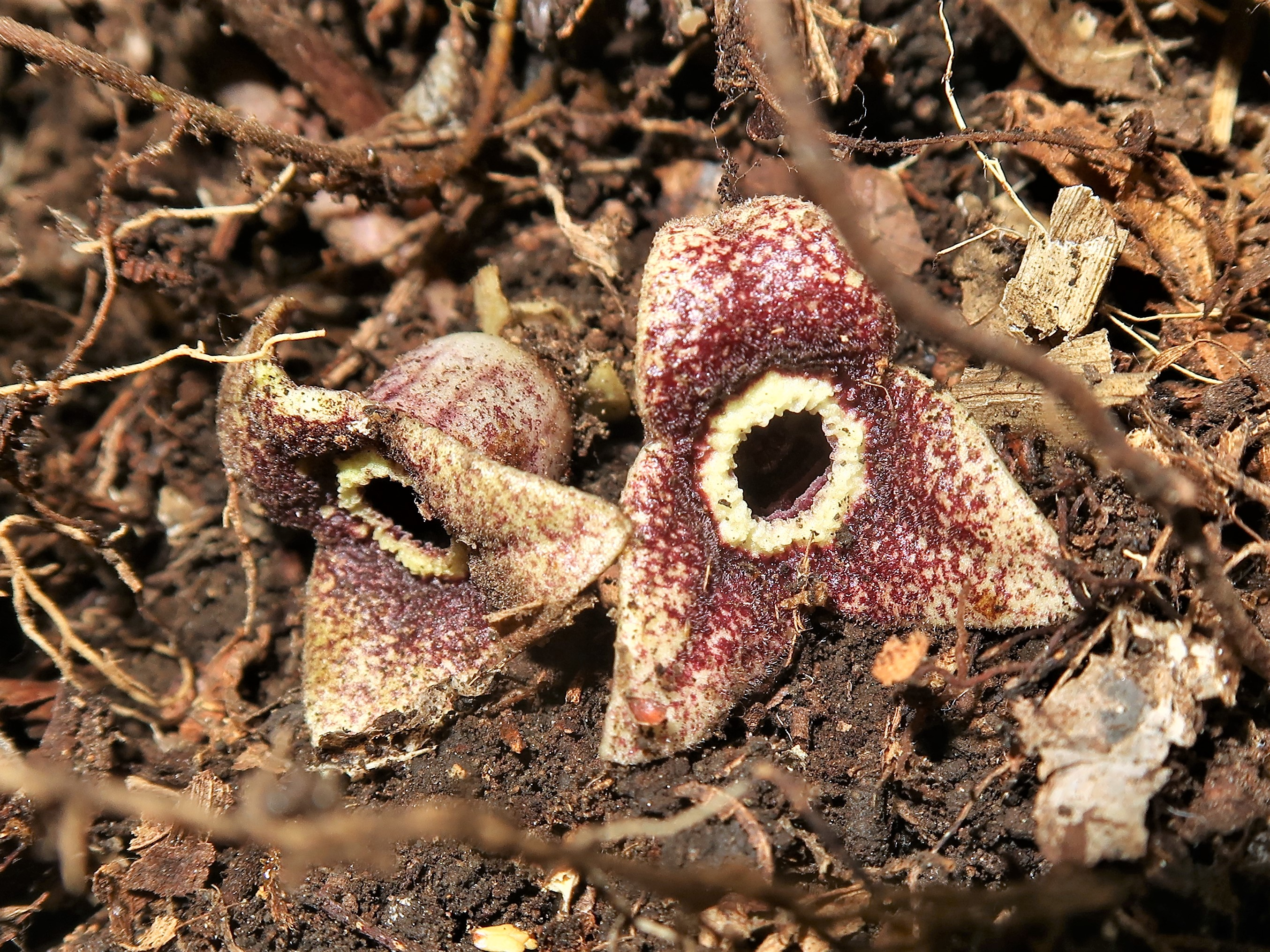
萼裂片は卵状三角形で、表面には短毛が密生する。
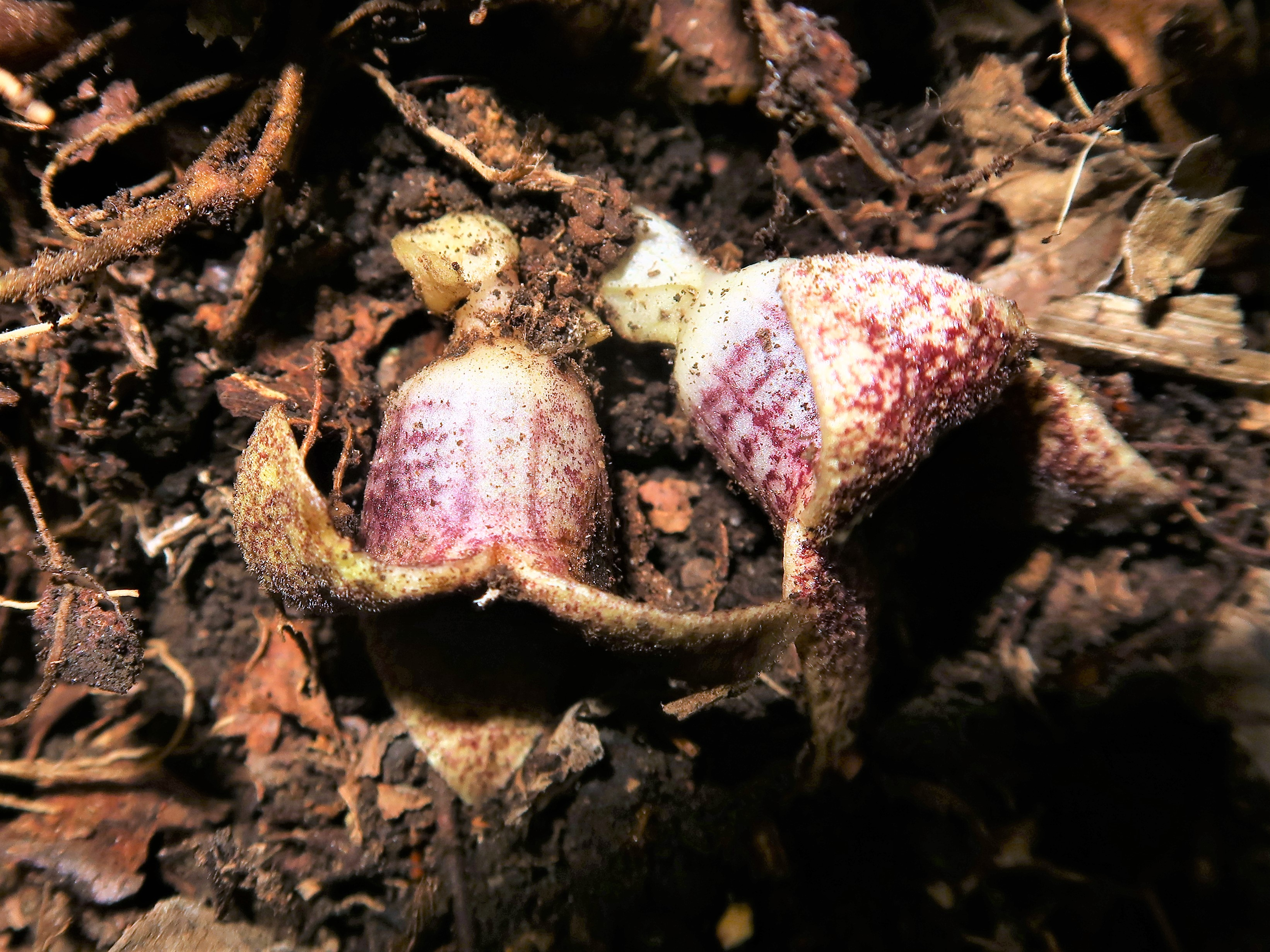
花は暗紫色または緑褐色で、筒上部はくびれない。
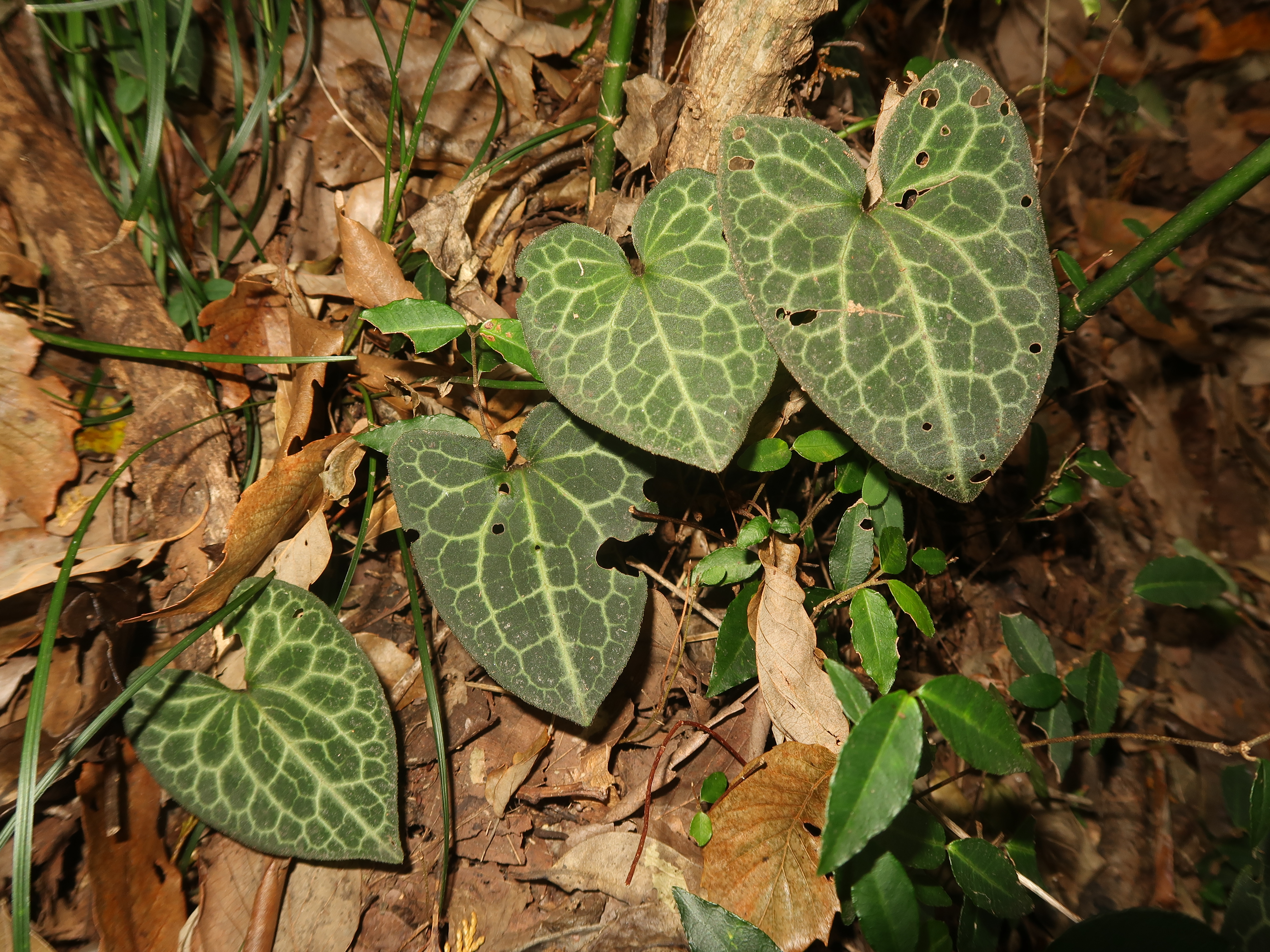
葉の表面は平坦で光沢がなく、まばらに短毛が生え、白斑がある。
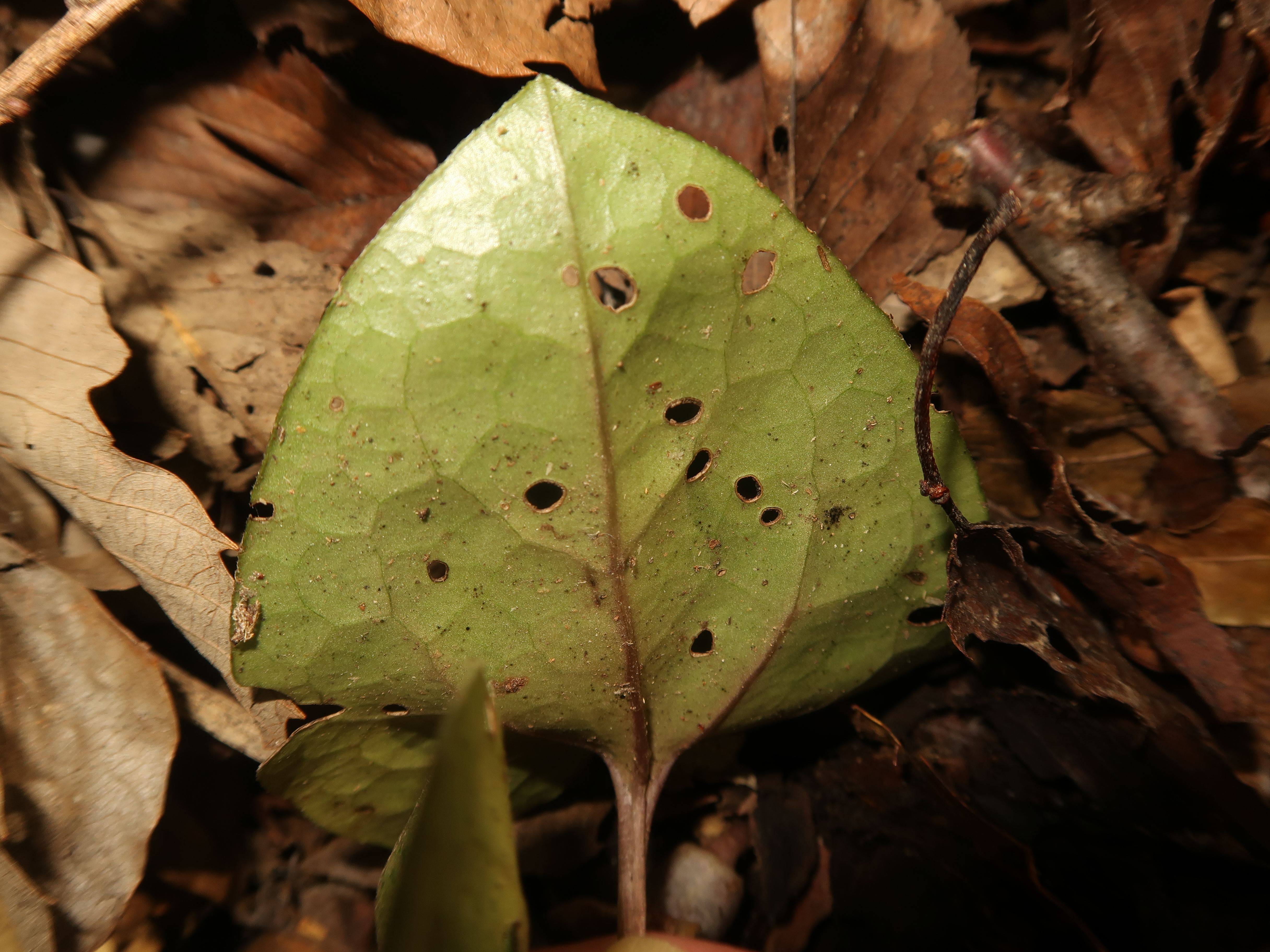
葉の裏面は無毛。

- ナンカイアオイ